# Шелуха (фильм)
«Шелуха» (англ. Husk) — фильм ужасов режиссёра Бретта Симмонса, снятый в 2010 году. Премьера картины состоялась в рамках After Dark Horrorfest. Слоган фильма «Пора собирать урожай».

## Сюжет
Четверо юношей и девушка едут весело провести уик-энд на озере. Однако по пути они попадают в аварию на кукурузном поле из-за ворон, попавших в стекло. В поисках помощи они обследуют поле, на котором находится странное пугало. Во время поисков таинственным образом погибают Джонни и Натали. Трое оставшихся ребят находят заброшенный фермерский дом, где у них возникают непонятные видения.
В частности, Скотт видит двух сыновей фермера, в том числе сцену, когда один из них (Кори) убивает другого (Алекса). Вдобавок объявляются ожившие тела Джонни и Натали — вбив в пальцы гвозди и надев на голову холщовые мешки, они нападают на других ребят. А Скотт узнаёт из следующего видения, что после убийства брата Кори повесил его на столб вместо пугала. Тем временем следующей жертвой призрака становится Брайан, который шьёт себе мешок на голову и вбивает гвозди в пальцы. У Скотта и Криса остаётся немного шансов остаться в живых…

## В ролях
- Девон Грей — Скотт
- Уэс Чэтэм — Брайан
- С.Дж. Томасон — Крис
- Таммин Сурсок — Натали
- Бен Истер — Джонни
- Джош Скипворт — Кори Комсток
- Ник Туссэн — Алекс Комсток
- Майкл Корнелисон — фермер Комсток
- Аарон Харполд — фермер с дороги
- Кэндис Роуз — жена фермера

## Съёмочная группа
- Режиссёр-постановщик = Симмонс, Бретт
- Автор сценария = Симмонс, Бретт
- Продюсер = Дайамант, Моше
Соломон, Кортни
Калеб, Стефани
- Оператор-постановщик = Фарноли, Марко
- Художник-постановщик = Бичлер, Ханна
- Художник по костюмам = Скотт, Алексис
- Композитор = Тахури, Бобби
- Монтажёр = Йе, Уильям